# I Call It Pretty Music, but the Old People Call It the Blues
"I Call It Pretty Music, but the Old People Call It the Blues" is een liedje van Stevie Wonder. Clarence Paul schreef het nummer samen met Henry Cosby of Berry Gordy en Tamla Records (een sublabel van Motown) bracht het in augustus 1962 als single uit. Het was de eerste single van Wonder, die toen twaalf jaar oud was en nog 'Little Stevie' werd genoemd. Op de A-kant stond een gedeelte van het liedje en op de B-kant stond de rest. "I Call It Pretty Music, but the Old People Call It the Blues" bracht Wonder niet veel succes, hoewel hij er wel de 101ste plaats in de Amerikaanse hitlijst mee bereikte. Marvin Gaye verzorgde drumspel voor dit nummer.

### Voetnoten en verwijzingen
1. 1 2  Perone 2006, p. 1.
2. 1 2  Elsner, Constanze (1977). Stevie Wonder, p. 49. Uitg.: Popular Library, ISBN 9780445043244.
3. ↑  In Perone 2006, p. 186 staan Paul en Gordy als schrijvers vermeld, maar in Ribowsky 2010, p. 312 worden Paul en Cosby genoemd.
4. 1 2  Ribowsky 2010, p. 77.